# Aeropuerto Internacional Presidente Perón
El Aeropuerto Internacional Presidente Perón (FAA : NEU - IATA: NQN - OACI: SAZN) ubicado en la ciudad de Neuquén, es uno de los aeropuertos más importantes de la Patagonia argentina.
Este aeropuerto sirve al transporte aéreo entre Neuquén y otras ciudades del Alto Valle del río Negro tales como Cipolletti, Plottier, Centenario, General Roca, y la ciudad de Buenos Aires y otros puntos de Argentina y Chile.
Su propietario es la Provincia del Neuquén pero actualmente sus operaciones están concesionadas a la firma Aeropuertos del Neuquén.
En este aeropuerto tiene sede la Sección de Aviación de Ejército de Montaña 6 del Ejército Argentino.

## Historia
En 1936 se funda el Aero Club Neuquén y este construye una pista de aterrizaje de tierra apisonada. En 1951 en el marco del Primer Plan Quinquenal con el objetivo de convertir a la Argentina en país pionero en el transporte aerocomercial en América Latina fue convertido en aeropuerto pavimentándose sus pistas e incorporando señalética, torre de control e instalaciones para los pasajeros. En 1959, se expropian los terrenos del aeroclub y otros lotes aledaños, para construir un Aeropuerto Internacional con su nueva pista. El primer edificio y torre se habilitan en 1960. En 1974, año de la muerte de Juan Domingo Perón, se le asigna la denominación de “Presidente Perón”.
En 2013 se invirtió en el reacondicionamiento aeroportuario, gracias a ello los vuelos se incrementarán de 4 a 10 por día para atender la demanda que genera el crecimiento turístico y la inversión petrolera. Además, la provincia invirtió 2,3 millones de pesos en la torre de control, sanitarios y sala de pre-embarque.

### Ampliaciones
En 2019 se inaugura la ampliación y readecuación del aeropuerto. Esta consistió en que la planta alta pueda ser utilizada como sala de preembarque, con unas dimensiones aproximadas de 1.500 metros cuadrados para el sector doméstico, 630 metros cuadrados para operaciones internacionales.
También incluye nuevo sector para la Policía de Seguridad Aeroportuaria de 200 metros cuadrados, dos locales comerciales de 80 metros cuadrados cada uno y sanitarios por un total de 140 metros cuadrados, conectores este y oeste de unos 160 metros cuadrados, núcleo de circulaciones verticales de unos 110 metros cuadrados con un nuevo ascensor, puente fijo y manga telescópica de ascenso y descenso de pasajeros directo de la aeronave, 18 mostradores de check in.

## Acceso
El aeropuerto está ubicado dentro del ejido de la ciudad de Neuquén, en la zona de Valentina, distante a unos 7 km al oeste del centro de la ciudad de Neuquén y a 8 km al este del centro de la vecina ciudad de Plottier. 
Infraestructura vial
El principal acceso es la ruta nacional 22 que comunica el aeropuerto con el centro Neuquén, de Plottier y gran parte del Alto Valle. La conexión entre esta ruta y el aeropuerto es la calle Goya. También las calles San Martín y Zeballos comunican el aeropuerto con otros barrios de Neuquén. La intersección de estas calles con el acceso al aeropuerto se realiza mediante una rotonda. 
Servicios para automóviles: un estacionamiento de 40000 m² en el aeropuerto
Transporte público por autobús
El servicio urbano de Neuquén posee dos líneas que sirven al aeropuerto:
- Línea 28: con parada sobre calle San Martin, al este de la rotonda. Esta línea tiene 19 servicios diarios cada 30 min desde las 5:00 a las 23:00 horas los día hábiles[9] y 11 servicios de 5:00 a 22:00 horas cada 60 min los fines de semana.[10]

- Una línea especial que comunica el aeropuerto con la estación de ómnibus con 6 servicios diarios de 8:30 a 20:30 horas.[11] Desde la estación se pueden tomar líneas interurbanas que pasan por el centro de Neuquén y llevan a otras ciudades como Cipolletti, Allen, Gral Roca.

La línea 50 que une el centro de Neuquén con Plottier con sus servicios A, B y R tiene una parada sobre la ruta 22 y calle Goya (a 250 m de a rotonda). Las líneas A y B poseen 20 servicios cada 55 min de 5:00 a 23:00 los día hábiles y 11 servicios cada 100 min de 7:00 a 23:20 horas cada una. La línea R posee 13 servicios cada 40 min de 6:30 a 23:00 todos los días.
La empresa Ko-Ko posee una línea de une el centro de Neuquén con Plottier y Senillosa y pasa por ruta 22 con un régimen de paradas similar al de la Línea 50. Poseen servicios cada 30 min de 4:40 a 23:20.
Taxi: hay servicio de taxi.
Ferrocarril
La línea férrea que une las estaciones de Neuquén (centro) con la de Plottier pasa cerca de la rotonda de calle Goya. Desde 2021, el Tren del Valle brinda un servicio entre estas dos estaciones. Simultáneamente se comenzaron las obras para construir nuevas paradas de este servicio y una de ellas quedará ubicada cerca del aeropuerto.

## Instalaciones
La clasificación OACI del aeropuerto es 4D, quedando habilitado para aeronaves de tamaño medio como pueden ser el Boeing 737, el McDonell-Douglas MD Serie 80, o incluso el Boeing 767. Cuenta con una terminal única de pasajeros de 5200 m² habilitada para tráfico internacional, cuenta con oficinas de aduana y de Policía de Seguridad Aeroportuaria, estacionamiento para 1500 vehículos, confitería, tiendas de recuerdos turísticos, atención médica, cajeros automáticos, taxis y alquiler de autos.
Para la actividad aeronáutica propiamente dicha el aeropuerto brinda diversos servicios, entre los que cuentan ayudas a la navegación VOR e ILS (Categoría I), sistemas de iluminación de aproximación PAPI, como así también está acreditado con la categoría 6 de extinción de incendios. Posee además 7 hangares y servicio de mantenimiento de aeronaves. Además, alberga las instalaciones del Aeroclub Neuquén.

## Aeroclub Neuquén
El Aeroclub Neuquén es una institución aerodeportiva de aviación civil sin fines de lucro, con sede en el Aeropuerto Internacional. Fundado en 1936 fue y constituye el germen alrededor del cual nace el Aeropuerto de Neuquén. El corazón de su actividad es una escuela de vuelo. Además ofrece vuelos deportivos, de placer o entrenamiento. El aparcamiento para avionetas y aviones, es operado por American Jet.

## Edificaciones cercanas al aeropuerto
Debido al crecimiento poblacional de la conurbación Neuquén - Plottier - Cipolletti, desde la década de 1980, diversos barrios de la ciudad que fueron apareciendo comenzaron a rodear el aeropuerto. En 2014 se inauguró un complejo de viviendas junto a una de las cabeceras de la pista.

## Aerolíneas y destinos

### Nacionales
| Destinos regulares      | Nombre del aeropuerto                                   | Aerolíneas                                                   | Avión                                                                | Frecuencias semanales       |
| ----------------------- | ------------------------------------------------------- | ------------------------------------------------------------ | -------------------------------------------------------------------- | --------------------------- |
| Argentina               |                                                         |                                                              |                                                                      |                             |
| Buenos Aires            | Aeroparque Jorge Newbery                                | Aerolíneas Argentinas Baires Fly Flybondi JetSMART Argentina | B737-800, E-190AR Metro III B737-800 A320-232, A320-271N, A321-271NX | 71                          |
| Buenos Aires            | Aeropuerto Internacional Ministro Pistarini             | Aerolíneas Argentinas Flybondi JetSMART Argentina            | B737-800, E-190AR B737-800 A320-232                                  | 59                          |
| Comodoro Rivadavia      | Aeropuerto Internacional General Enrique Mosconi        | Aerolíneas Argentinas                                        | E190AR                                                               | 7                           |
| Córdoba                 | Aeropuerto Internacional Ingeniero Ambrosio Taravella   | Aerolíneas Argentinas American Jet Flybondi                  | B737-800 Metro III B737-800                                          | 9                           |
| Mendoza                 | Aeropuerto Internacional Gobernador Francisco Gabrielli | Aerolíneas Argentinas American Jet (Chárter)                 | E190AR ATR 42                                                        | 11                          |
| Rosario                 | Aeropuerto Internacional Rosario Islas Malvinas         | Aerolíneas Argentinas (inicia el 7 de noviembre)             | E190AR                                                               | 2                           |
| Salta                   | Aeropuerto Internacional Martín Miguel de Güemes        | Aerolíneas Argentinas JetSMART Argentina                     | B737-700, B737-8MAX, E-190AR A320-232, A320-271N                     | 3                           |
| San Martín de los Andes | Aeropuerto Chapelco                                     | American Jet LADE                                            | ERJ-145 SAAB 340B                                                    | 3                           |
| Rincón de los Sauces    | Aeropuerto Rincón de los Sauces                         | American Jet                                                 | ERJ-145                                                              | 2                           |
| Estancia El Portón      | Aeródromo El Portón                                     | American Jet                                                 | Dornier Do 228                                                       | 1                           |
| Zapala                  | Aeropuerto de Zapala                                    | American Jet                                                 | ERJ-145, Learjet 35                                                  | 16 (Aeropuerto Alternativo) |

### Vuelos internacionales
| Destinos regulares | Nombre del aeropuerto                          | Aerolíneas                                                                          | Avión                                                    | Frecuencias semanales |
| ------------------ | ---------------------------------------------- | ----------------------------------------------------------------------------------- | -------------------------------------------------------- | --------------------- |
| Chile              |                                                |                                                                                     |                                                          |                       |
| Santiago De Chile  | Aeropuerto Internacional Arturo Merino Benítez | LATAM Argentina (Finalizó en septiembre de 2019) LADECO (Cesó operaciones en 1989)  | Boeing 767 Boeing 757                                    | 15                    |
| Temuco             | Aeródromo Maquehue                             | Transportes Aéreos Neuquén (Cesó operaciones en 2001) LASA (aerolínea) American Jet | Embraer 145 / Learjet 35 / ATR 42 / SAAB 340 / Metro III | 13                    |
| Concepción         | Aeropuerto Internacional Carriel Sur           | Transportes Aéreos Neuquén (Cesó operaciones en 2001) American Jet                  | SAAB 340A / ERJ 145 / Turbocommader 500                  | 10                    |

## Estadísticas
| Tráfico de Neuquén | Tráfico de Neuquén | Tráfico de Neuquén | Tráfico de Neuquén |
| --- | ------------------ | ------------------ | ------------------ |
| \| Año \| Variación \| Pasajeros \| Carga (TM) \| \| ---- \| --------- \| --------- \| ---------- \| \| 2019 \| 18,27% \| 1.205.257 \| - \| \| 2018 \| 7,07% \| 1.019.109 \| - \| \| 2017 \| 14,20% \| 951.742 \| 1.224 \| \| 2016 \| 5,44% \| 816.556 \| 1.298 \| \| 2015 \| 7,04% \| 774.356 \| 1.328 \| \| 2014 \| 26,14% \| 723.364 \| 1.485 \| \| 2013 \| 4,25% \| 573.443 \| 1.335 \| \| 2012 \| 49,11% \| 550.037 \| 1.225 \| \| 2011 \| 21,63% \| 368.866 \| 927 \| \| 2010 \| 14,83% \| 470.639 \| 1.206 \| \| 2009 \| 27,61% \| 409.855 \| 1.204 \| \| 2008 \| 16,42% \| 321.176 \| 1.210 \| \| 2007 \| 4,95% \| 275.865 \| 1.097 \| \| 2006 \| 9,44% \| 290.209 \| 1.164 \| \| 2005 \| 0,02% \| 320.455 \| 1.191 \| \| 2004 \| 9,40% \| 320.384 \| 1.135 \| \| 2003 \| 7,03% \| 292.849 \| 1.122 \| \| 2002 \| 14,48% \| 314.987 \| 1.227 \| \| 2001 \| N/D \| 368.291 \| - \| |                    |                    |                    |
| Año | Variación          | Pasajeros          | Carga (TM)         |
| 2019 | 18,27%             | 1.205.257          | -                  |
| 2018 | 7,07%              | 1.019.109          | -                  |
| 2017 | 14,20%             | 951.742            | 1.224              |
| 2016 | 5,44%              | 816.556            | 1.298              |
| 2015 | 7,04%              | 774.356            | 1.328              |
| 2014 | 26,14%             | 723.364            | 1.485              |
| 2013 | 4,25%              | 573.443            | 1.335              |
| 2012 | 49,11%             | 550.037            | 1.225              |
| 2011 | 21,63%             | 368.866            | 927                |
| 2010 | 14,83%             | 470.639            | 1.206              |
| 2009 | 27,61%             | 409.855            | 1.204              |
| 2008 | 16,42%             | 321.176            | 1.210              |
| 2007 | 4,95%              | 275.865            | 1.097              |
| 2006 | 9,44%              | 290.209            | 1.164              |
| 2005 | 0,02%              | 320.455            | 1.191              |
| 2004 | 9,40%              | 320.384            | 1.135              |
| 2003 | 7,03%              | 292.849            | 1.122              |
| 2002 | 14,48%             | 314.987            | 1.227              |
| 2001 | N/D                | 368.291            | -                  |

| Ranking | Ciudad                               | Pasajeros (2017) | Pasajeros (2018) | Pasajeros (2019) | Variación | Aerolíneas |
| ------- | ------------------------------------ | ---------------- | ---------------- | ---------------- | --------- | --- |
| 1       | Buenos Aires (Aeroparque), Argentina | 712.533          | 741.274          | 810.922          | +9,40     | Aerolíneas Argentinas, Austral Líneas Aéreas, LATAM Argentina (Cesó operaciones en junio de 2020), Norwegian Air Argentina     |
| 2       | Córdoba, Argentina                   | 42.165           | 92.195           | 124.497          | +35,04    | Aerolíneas Argentinas, Flybondi, JetSmart AR (Finalizo en septiembre de 2019)                                                  |
| 3       | El Palomar, Argentina                | N/D              | 43.560           | 102.322          | +134,90   | Flybondi, JetSmart AR |
| 4       | Mendoza, Argentina                   | 51.915           | 50.437           | 59.435           | +17,84    | American Jet (Chárter), Austral Líneas Aéreas, Flybondi (Finalizo en agosto de 2019), JetSmart AR (Finalizo en agosto de 2019) |
| 5       | Comodoro Rivadavia, Argentina        | 53.434           | 47.018           | 47.440           | +0,90     | Austral Líneas Aéreas |
| 6       | Santiago de Chile, Chile             | 9.075            | 37.348           | 27.801           | -25,56    | LATAM Argentina (Finalizo en septiembre de 2019)                                                                               |
| 7       | Salta, Argentina                     | N/D              | N/D              | 22.935           | +Nuevo    | JetSmart AR |
| 8       | Rosario, Argentina                   | N/D              | N/D              | 6.115            | +Nuevo    | JetSmart AR (Finalizó en octubre de 2021)                                                                                      |

### Cuota de mercado
| Ranking | Aerolíneas              | Pasajeros | Cuota  |
| ------- | ----------------------- | --------- | ------ |
| 1       | Aerolíneas Argentinas   | 674.353   | 55,70% |
| 2       | LATAM Argentina         | 275.056   | 22,70% |
| 3       | Jetsmart Argentina      | 91.568    | 7,60%  |
| 4       | Flybondi                | 87.287    | 7,20%  |
| 5       | Norwegian Air Argentina | 68.532    | 5,70%  |
| 6       | American Jet            | 7.848     | 0,60%  |

## Aerolíneas y destinos que cesaron operaciones
- Aerolíneas Argentinas (San Juan)
- Aeroposta Argentina S.A. (Córdoba, Mendoza, Aeroparque, Santa Rosa, Córdoba, Bahía Blanca, Santiago de Chile, Azul)
- Alas del Sur Líneas Aéreas (Aeroparque, Córdoba)
- Andes Líneas Aéreas (Aeroparque)
- Austral Líneas Aéreas (Aeroparque, Bahía Blanca, Córdoba, Comodoro Rivadavia, Ezeiza, Mendoza, Salta)
- Dinar (Aeroparque, San Luis, Córdoba, Mendoza)
- Flybondi (El Palomar, Mendoza)
- Jetsmart Argentina (El Palomar, Mendoza, Córdoba, Rosario)
- Kaiken Líneas Aéreas (Mendoza, Rincón de los Sauces, Córdoba, Comodoro rivadavia, Santa Rosa, Bahía Blanca)
- LADE (Aeroparque, Bahía Blanca, San Martín de los Andes, El Palomar, Chos Malal, Cutral Co, Loncopué, Zapala)
- LAPA (Aeroparque, Córdoba, Mendoza)
- LASA (Bahía Blanca, Mar del Plata, San Carlos de Bariloche, Santa Rosa, San Martín de los Andes, Puerto Montt, Temuco, Esquel, Trelew, Viedma)
- LATAM Argentina (Santiago de Chile, Aeroparque, Ezeiza).
- Líneas Aéreas del Sudoeste (Mendoza, Córdoba, Aeroparque)
- Norwegian Air Argentina (Aeroparque, Córdoba, Iguazú)
- Sol Líneas Aéreas (Comodoro Rivadavia, Córdoba, Mendoza, Río Gallegos, Río Grande, Rosario, Ushuaia)
- Southern Winds (Córdoba, Aeroparque, Mendoza, Bariloche, San Martín de los Andes)
- Transportes Aéreos Neuquén (Aeroparque, Bariloche, Comodoro Rivadavia, Córdoba, General Roca, Mendoza, Rincón de los Sauces, Río Gallegos, Río Grande, San Martín de los Andes, Zapala, Temuco, Concepción de Chile, Santiago De Chile, Caviahue, Bahía Blanca, Mar del Plata, Esquel, El Calafate, Trelew, Usuahia, 25 de Mayo, Catriel, Choele Choel, Santa Rosa, Puerto Montt, Malargüe, San Rafael)
- YPF (Rincón De Los Sauces, Chos Malal)
- LATAM Airlines Group (Córdoba)
- Ladeco (Santiago de Chile, Temuco, Córdoba)
- LAN Chile (Santiago de Chile)
- LATAM Airlines Chile (Santiago de Chile, Ezeiza)
- Centurion Cargo (Hong Kong, Miami, Santiago de Chile, Ezeiza, Caracas)

## Accidentes
El vuelo 5428 de Sol cayó la noche del 18 de mayo de 2011 en la provincia de Río Negro. El avión, perteneciente a la compañía Sol, había partido desde Neuquén con destino a Comodoro Rivadavia. No hubo sobrevivientes.
El vuelo 5300 de Flybondi reportó problemas de control de vuelo por un inconveniente en los flaps el 9 de noviembre de 2018. Desde la empresa confirmaron el incidente y detallaron que se dio aviso por prevención y para respetar los protocolos. El avión procedente de El Palomar con destino a Neuquén, tuvo que activar los sistemas de emergencia y aterrizó de emergencia en Neuquén. No hubo heridos.
El 1 de marzo de 2020, el vuelo 2667 de Aerolíneas Argentinas debió aterrizar de emergencia tras sufrir una despresurización en el aire, el avión iba desde Bariloche hacia Buenos Aires. No se registraron heridos en la tripulación y pasajeros.